# NGC 2292
NGC 2292 (również PGC 19617) – galaktyka soczewkowata (SB0), znajdująca się w gwiazdozbiorze Wielkiego Psa. Odkrył ją John Herschel 20 stycznia 1835 roku.
Galaktyka ta jest w trakcie kolizji z NGC 2293. Z tą zderzającą się parą jest również grawitacyjnie związana sąsiednia galaktyka NGC 2295.